# Contremaître Thuridur
 (mars 2023).
Þuríður Einarsdóttir (Thuridur Einarsdottir), connue sous le nom de contremaître Thuridur ou Þuríður formaður (née en 1777 et morte le 13 novembre 1863) était une capitaine de bateau islandaise. Elle est pêcheuse, un fait rare pour une femme à l'époque, et gagne en renommée d'abord comme matelot puis en tant que « contremaître », terme traditionnellement utilisé pour désigner le capitaine d'un bateau en Islande.

## Enfance et éducation
Née à la ferme Stéttar (ou Stéttir) près du village d'Eyrarbakki en 1777,, Þuríður Einarsdóttir est la fille de Helga Bjarnadóttir et Einar Eiríksson, une fermière et un pêcheur. Elle vit avec ses parents jusqu'à l'âge de 25 ans. À 11 ans, elle commence à pêcher sur le bateau de son père au printemps. Après la mort de son père au début des années 1790, elle pêche au printemps et à l'automne avec son frère Bjarni. Vers la vingtaine, elle est capable de sortir également en hiver sous la direction du contremaître Jón à Móhús. En règle générale, le contremaître d'un bateau de pêche commande un équipage d'environ 15 personnes. Elle s'habille en homme pour travailler.

## Carrière

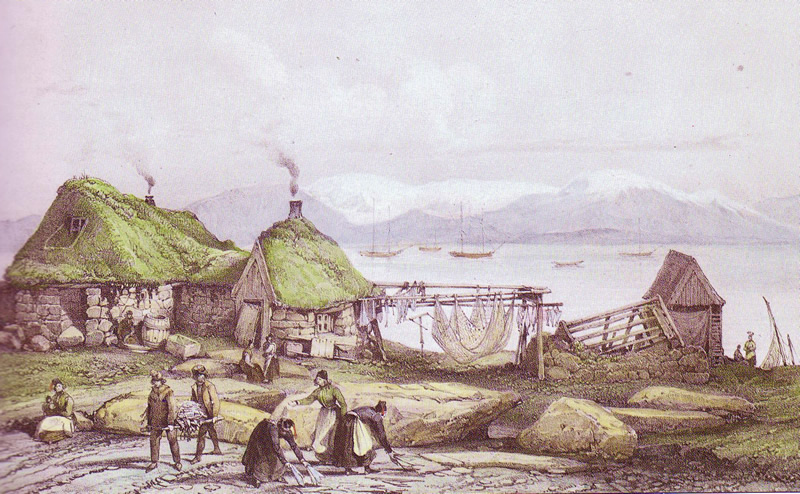
Cabane d'un pêcheur islandais, 1836.

Au cours des années 1802 à 1847, elle passe la plupart de son temps sur des bateaux de pêche. Jusqu'en 1830, elle vit près de Stokkseyri, passant une longue période dans le village de Gata. C'est durant cette période qu'elle devient contremaître de bateaux de pêche, d'abord pendant les saisons de printemps et d'automne puis, à partir de 1816, pour la saison d'hiver où elle sert comme contremaître à Þorlákshöfn. Après 1830, elle vit principalement à Eyrerbakki mais passe les années 1840-1847 à travailler pour des marchands de Hafnarfjörður.  Pendant son séjour à Þorlákshöfn, elle dirige un bateau à huit rames avec succès.
Le contremaître Thuridur est considérée comme une capitaine habile et prudente, populaire parmi son équipage. Elle a une carrière réussie tout le long de la côte Sud. Plus tard dans la vie, elle travaille dans une petite ferme. Pendant deux ans, elle vit avec Erlendur Þorvarðarson à Eystri Móhús. Ils ont une fille, Þórdis, qui meurt à l'âge de cinq ans. En 1820, elle épouse Jón Egilsson, l'un de ses ouvriers âgé de 21 ans, mais le mariage ne dure pas. Elle prend sa retraite en 1856 et reçoit une aide financière de sa paroisse,,.
Le contremaître Thuridur est également connue pour avoir aidé les autorités à identifier les personnes impliquées dans le cambriolage de Kambi (is) en 1827,. Elle reconnaît le motif sur une chaussure abandonnée par l'un des voleurs et la marque d'une enclume sur une tige de fer trouvée sur le site, qu'elle identifie comme forgée dans l'atelier de Jón Geirmundsson à Stéttar. Il s'avère être l'un des voleurs,.
Restant en bonne santé jusqu'à la fin de ses jours, Þuríður Einarsdóttir meurt le 13 novembre 1863 à Einarshöfn. 

## Postérité
En 1949, une réplique d'une cabane de pêcheur au toit de gazon appelée Þuríðarbúð est érigée à Stokkseyri en sa mémoire. Proche du site de sa propre cabane, elle se visite comme un petit musée. 